# Geoffrey Demont
Geoffrey Demont (* 19. März 1991 in Saint-Germain-en-Laye) ist ein ehemaliger französischer Squashspieler. 

## Karriere
Geoffrey Demont spielte von 2009 bis 2018 auf der PSA World Tour und gewann auf dieser zwei Titel. Seine höchste Platzierung in der Weltrangliste erreichte er mit Position 82 im November 2016. Mit der französischen Nationalmannschaft wurde er Europameister 2015.

## Erfolge
- Europameister mit der Mannschaft: 2015
- Gewonnene PSA-Titel: 2